# Where Lovers Mourn
Where Lovers Mourn è un album del gruppo musicale doom gothic metal svedese dei Draconian, pubblicato il 20 ottobre 2003 per la Napalm Records.

## Tracce
1. The Cry of Silence – 12:44 (Anders Jacobsson – Johan Ericson)
2. Silent Winter – 4:59 (Anders Jacobsson – Johan Ericson)
3. A Slumber Did My Spirit Seal – 4:11 (dall'omonima opera di William Wordsworth. Il testo è quello originale, le musiche sono di Magnus Bergström e Thomas Jäger)
4. The Solitude – 7:56 (Susanne Arvidsson, Anders Jacobsson – Johan Ericson)
5. Reversio ad Secessum – 7:33 (Anders Jacobsson – Johan Ericson)
6. The Amaranth – 5:22 (Anders Jacobsson – Johan Ericson)
7. Akherousia – 2:34 (Anders Jacobsson – Johan Ericson; chitarre scritte ed eseguite da Jerry Torstensson)
8. It Grieves My Heart – 7:30 (Anders Jacobsson – Johan Ericson)

## Formazione

### Gruppo
- Anders Jacobsson – voce
- Lisa Johansson – voce
- Johan Ericson – chitarra elettrica
- Magnus Bergström - chitarra elettrica
- Thomas Jäger – basso elettrico
- Andreas Karlsson – sintetizzatore
- Jerry Torstensson – batteria e percussioni

### Altri musicisti
- Olof Götlin – violino